# Puntius partipentazona
Puntius partipentazona е вид лъчеперка от семейство Шаранови (Cyprinidae). Видът не е застрашен от изчезване.

## Разпространение
Разпространен е във Виетнам, Камбоджа, Лаос, Малайзия (Западна Малайзия), Сингапур и Тайланд. Внесен е във Филипини.

## Описание
На дължина достигат до 4 cm.
Популацията на вида е стабилна.